# Francisco Bertrand
Francisco Bertrand Barahona (ur. w 1866, zm. w 1926) – dwukrotnie sprawował urząd prezydenta Hondurasu: tymczasowo w 1911-1912 (jednocześnie obejmował urząd wiceprezydenta), a następnie po wygranej w wyborach prezydenckich: od 1913 do 1919. W 1919 został obalony przez przewrót wojskowy. Członek Narodowej Partii Hondurasu (PNH).